# Zolani Petelo
Zolani Petelo est un boxeur sud-africain né le 21 septembre 1975 à Port Elizabeth.

## Carrière
Passé professionnel en 1993, il devient champion du monde des poids pailles IBF le 27 décembre 1997 après sa victoire par arrêt de l'arbitre au 4e round contre Ratanapol Sor Vorapin. Petelo conserve son titre à 5 reprises puis le laisse vacant le 2 juin 2000 pour affronter Ricardo Lopez le 29 septembre 2001, ceinture IBF des mi-mouches en jeu. Il s'inclinera au 8e round et mettra un terme à sa carrière de boxeur en 2005 sur un bilan de 17 victoires, 5 défaites et 2 matchs nuls.